# 18880 Toddblumberg
18880 Toddblumberg este un asteroid din centura principală de asteroizi.

## Descriere
18880 Toddblumberg este un asteroid din centura principală de asteroizi. A fost descoperit pe 10 decembrie 1999 la Socorro, New Mexico, în cadrul proiectului LINEAR. Asteroidul prezintă o orbită caracterizată de o semiaxă mare de 3,21 ua, o excentricitate de 0,18 și o înclinație de 9,7° în raport cu ecliptica.